# ベルグアース
ベルグアース株式会社は、愛媛県宇和島市に本社を置く日本の企業。野菜苗等の製造･販売などを行っている他、農業に参入し農作物の栽培･販売も行っている。
接ぎ木苗では年間2300万本生産し国内トップの生産量を誇っている。また閉鎖型の育苗施設を活用した育苗や情報システムによる生産管理など企業的な農業経営を行っている点などを行っていることでも知られている。

## 主要事業所
- 本社･本社農場 - 愛媛県宇和島市津島町北灘甲88-1
- いわて花巻農場 - 岩手県花巻市東和町百ノ沢7区166-1
- 長野農場 - 長野県東御市新張688-1
- 茨城農場 - 茨城県常陸大宮市上村田2003-2
- 松山農場 - 愛媛県松山市南高井町1382-1

## 沿革
- 2001年（平成13年） - 山口園芸の研究開発部門、企画部門・販売部門を分社化しベルグアース株式会社を設立。
- 2002年（平成14年） - 研究開発棟を愛媛県北宇和郡津島町（現・宇和島市津島町）の本社農場に新設。
- 2005年（平成17年） - 山口園芸から一次育苗部門と接ぎ木部門を譲渡され、同社の従業員107名が移籍。
- 2007年（平成19年） - 全国農業協同組合連合会長野県本部より譲渡を受け「長野農場」を開設。
- 2008年（平成20年） - とうわアグリトピアより譲渡を受け「いわて花巻農場」を開設。
- 2011年（平成23年）11月29日 - 大阪証券取引所JASDAQ市場に上場[2]。
- 2012年（平成24年） - 茨城県常陸大宮市に「茨城農場」を新設。
- 2013年（平成25年） - 愛媛県松山市に「松山農場」を新設。
- 2014年（平成26年） - ベルグ福島株式会社を設立。青島芽福陽園芸有限公司を子会社化。